# Parafia Chrystusa Króla w Radziejach
Parafia Chrystusa Króla w Radziejach – parafia rzymskokatolicka znajdująca się w diecezji ełckiej, w dekanacie Węgorzewo.
Parafia została erygowana w 1962 roku przez bp. Tomasza Wilczyńskiego. Obecny kościół, poewangelicki, wzniesiono w 1827 roku.  
Od sierpnia 2024 roku Parafia wchodzi w skład Zespołu Parafialnego z siedzibą przy parafii w Węgielsztynie